# Gasthaus Rose (Stirn)

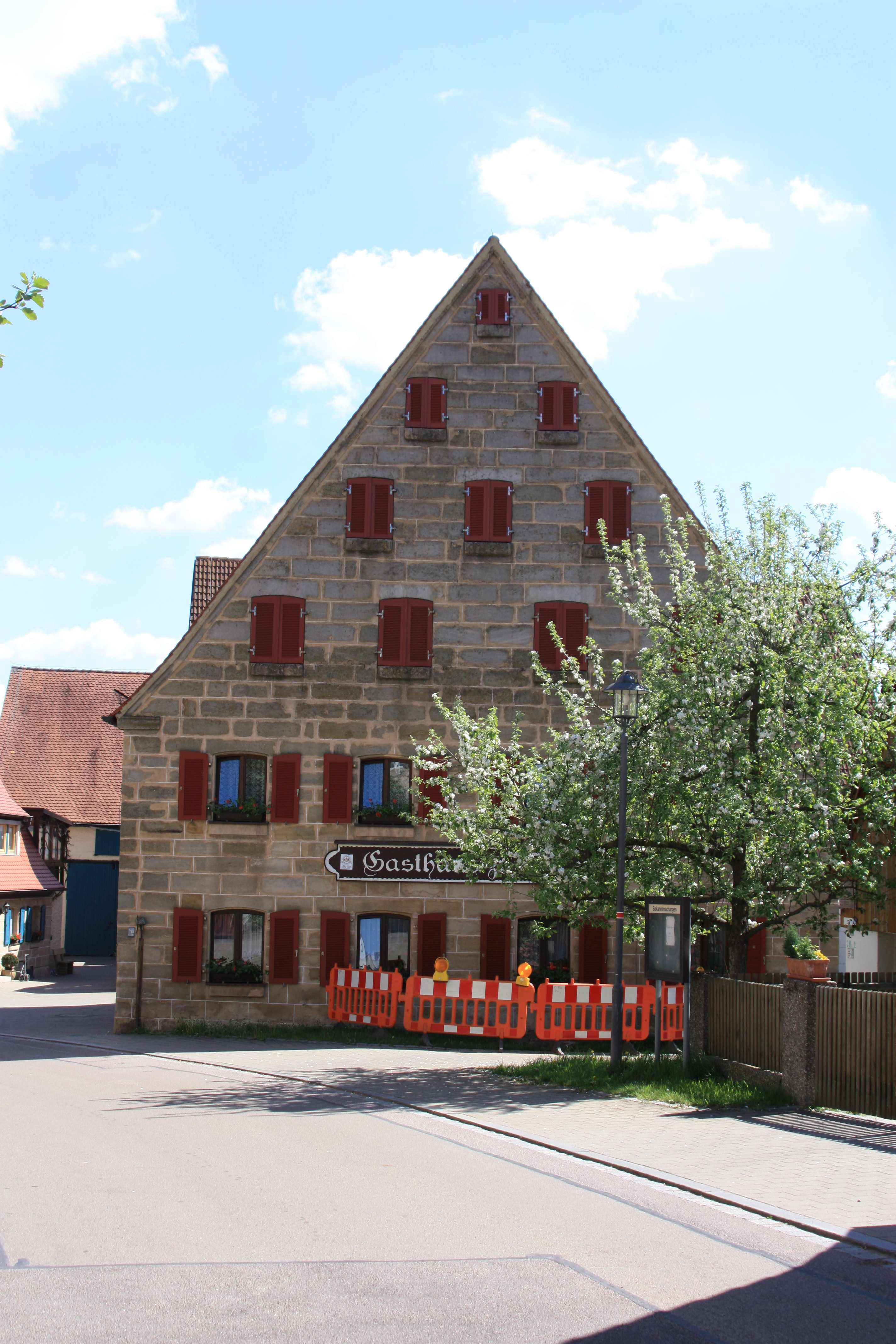
Gasthaus Rose in Stirn (2012)

Das Gasthaus Rose in Stirn, einem Gemeindeteil des Marktes Pleinfeld im mittelfränkischen Landkreis Weißenburg-Gunzenhausen in Bayern, wurde 1854 errichtet. Das Gasthaus an der Hauptstraße 30 steht auf der Liste der geschützten Baudenkmäler in Bayern.
Der zweigeschossige Bau mit Steildach aus Sandsteinquadermauerwerk besitzt vier zu fünf Fensterachsen.